# Білоус Кирило Герасимович
Кири́ло Гера́симович Білоу́с (3 лютого 1925 — 18 вересня 1997) — радянський військовик, в роки Другої світової війни — командир обслуги гармати 819-го артилерійського полку 295-ї стрілецької дивізії, старший сержант. Повний кавалер ордена Слави.

## Життєпис
Народився в селі Мошняги, нині Балтського району Одеської області, в селянській родині. Українець. Здобув неповну середню освіту.
З початком німецько-радянської війни і наближенням лінії фронту до рідного села, 26 липня 1941 року добровільно вступив до винищувального батальйону. Відтоді брав участь у бойових діях. Відступав разом з 109-м стрілецьким полком 176-ї стрілецької дивізії на схід, ходив у розвідку. Невдовзі був зарахований до 81-го гаубичного артилерійського полку 74-ї стрілецької дивізії. Після короткочасного навчання під керівництвом єфрейтора Григорія Козлова став навідником гармати.
Воював на Південному фронті: виходив з оточення під Миколаєвом, боронив Донбас і Північний Кавказ. Після важких боїв під Армавіром, частина полку, в якій перебував К. Г. Білоус, відійшла до П'ятигорська, де увійшла до складу 819-го артилерійського полку. У його складі дійшов до Берліна. Воював на Північно-Кавказькому, 4-му та 3-му Українських і 1-му Білоруському фронтах. Член ВКП(б) з 1943 року.
31 січня 1945 року при прориві сильно укріпленої лінії оборони супротивника в районі Буди-Ауґустовські (Польща) вміло організував роботу обслуги, влучним вогнем подавив мінометну батарею і знищив 2 кулемети ворога, чим сприяв успішному просуванню піхоти вперед.
7—9 березня 1945 року під час штурму міста Кюстрин (Польща) вивів свою гармату на пряме наведення і влучним вогнем знищив 2 ДЗОТи, 3 протитанкових гармати, 5 кулеметних точок і понад 50 солдатів і офіцерів ворога. Попри сильний ворожий обстріл, його гармата працювала безперебійно, що сприяло успішному просуванню піхоти вперед.
25 квітня 1945 року у боях за Берлін обслуга гармати під командуванням старшого сержанта К. Г. Білоуса знищила 4 кулемети, гармату і близько 20 солдатів супротивника. Будучи пораненим, не полишив поле бою і продовжував командувати обслугою.
Після закінчення війни продовжив війському службу. У 1950 році демобілізувався. Повернувся у Балту, працював завідувачем відділом у райвиконкомі. Невдовзі переїхав у місто Бельці (Молдова), де обіймав низку посад на райпромкомбінаті. У 1952 році К. Г. Білоусу було присвоєне військове звання «лейтенант» і він був вдруге призваний до ЗС СРСР. Пройшов курси підготовки політскладу, служив заступником командира радіотехнічної роти з політчастини. У вересні 1956 року капітан К. Г. Білоус звільнений у запас.
Мешкав у селищі Комсомольський Чамзинського району Мордовії, працював начальником штабу цивільної оборони на Олексіївському комбінаті асбестоцементних виробів.

## Нагороди
Нагороджений орденами Вітчизняної війни 1-го ступеня (11.03.1985), Слави 1-го (15.05.1946), 2-го (11.04.1945) та 3-го (10.02.1945) ступенів, медалями, у тому числі «За відвагу» (01.05.1943).